# Хени, Вильхельм
Вильхельм Хени (норв. Wilhelm Henie; 7 сентября 1872 — 10 мая 1937) — норвежский спортсмен, чемпион мира по велоспорту (1894).
В 1894 году он стал первым чемпионом мира из Норвегии, выиграв 100-километровую гонку на треке на чемпионате мира по велоспорту в Антверпене (Бельгия). А через два года на чемпионате Европы по конькобежному спорту в Гамбурге (Германия) занял второе место в общем зачёте.
Несмотря на собственные достижения, Вильхельм Хени более известен как отец знаменитой фигуристки, трёхкратной олимпийской чемпионки Сони Хени, которая позже стала американской киноактрисой. Он был тренером и менеджером своей дочери. Племянница Марит также была фигуристкой, выступавшая в одиночном и парном катании, участница зимних Олимпийских игр 1948 года.

## Достижения в велоспорте
| турнир                | дата | город     | дисциплина      | место |
| --------------------- | ---- | --------- | --------------- | ----- |
| Чемпионат мира — трек | 1894 | Антверпен | гонка на 100 км | 1     |
| Чемпионат мира — трек | 1895 | Кёльн     | гонка на 100 км | 3     |
| Чемпионат мира — трек | 1900 | Париж     | гонка на 100 км | 2     |

## Достижения в конькобежном спорте
| турнир                                   | дата           | город      | 500 м    | 1500 м     | 5000 м      | 10000 м     | 1/2 мили   | место |
| ---------------------------------------- | -------------- | ---------- | -------- | ---------- | ----------- | ----------- | ---------- | ----- |
| Чемпионат Норвегии — отдельные дистанции | 4 января 1891  | Кристиания | —        | —          | —           | —           | 1.32,0 (3) | —     |
| 4-й чемпионат Европы — многоборье        | 29 января 1896 | Гамбург    | 56,4 (2) | 2.53,2 (3) | 11.00,2 (3) | 22.52,8 (3) | —          | (2)   |